# Bergqvistska gården

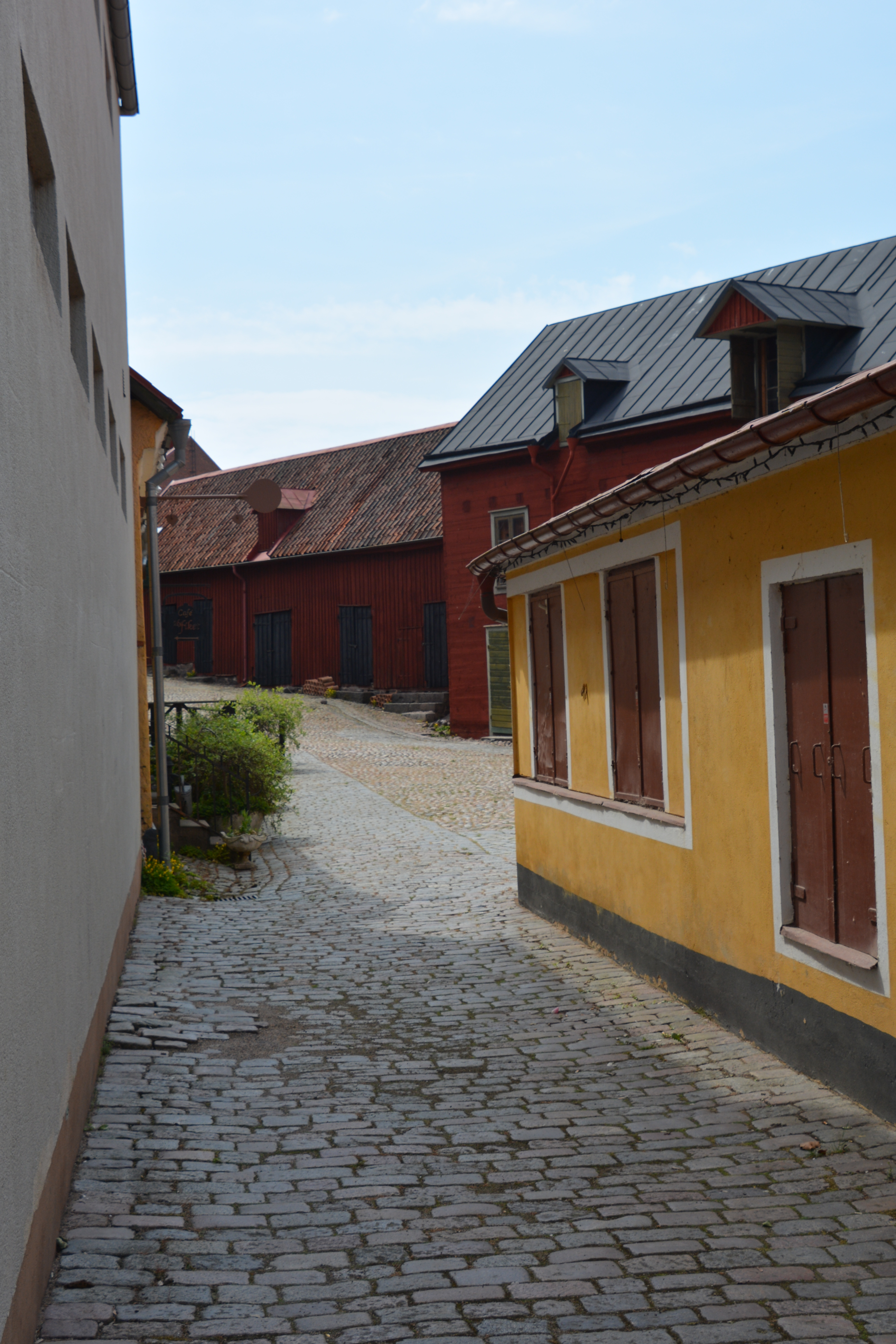

Bergqvistska gården är ett hus på Borgmästaregatan 19 i Karlskrona, som sedan 2001 är byggnadsminnesförklarat. Huset byggdes år 1791 som köpmansgård, med bostadshus, tre uthuslängor, magasin, vagnslider, lusthus, skjul och en trädgård. Länge fungerade köpmansgården som uppställningsplats för skjutsar för tillresta kunder, liksom övernattningsplats för långväga resenärer. 
Huset är ett stenhus i två våningar, med ett brutet tak klätt med plåt. Murarna har putsats med gul färg, med vita foder och lister. När huset byggdes om vid 1800-talets slut byggdes ett separat trapphus till mot gården. Samtidigt uppförde man butiksbyggnader i en våning vid husets gavlar. 
Vid byggnationen bestod bottenvåningen av två förstugor, tre rum och kök med källare samt en handelsbod. På övervåningen fanns sal, förstuga och fem kammare. På övervåningen är planeringen i stort sett oförändrad, medan det 2020 finns butikslokaler på bottenvåningen. 
Byggnaden ingår i världsarvet Örlogsstaden Karlskrona.